# Joko Widodo
Joko (Jokowi) Widodo (Solo (Java), 21 juni 1961) is een Indonesisch politicus en zakenman. Van 2012 tot 2014 was hij gouverneur van Jakarta. Vervolgens was hij van 2014 tot 2024 de zevende president van de Republiek Indonesië.

## Levensloop

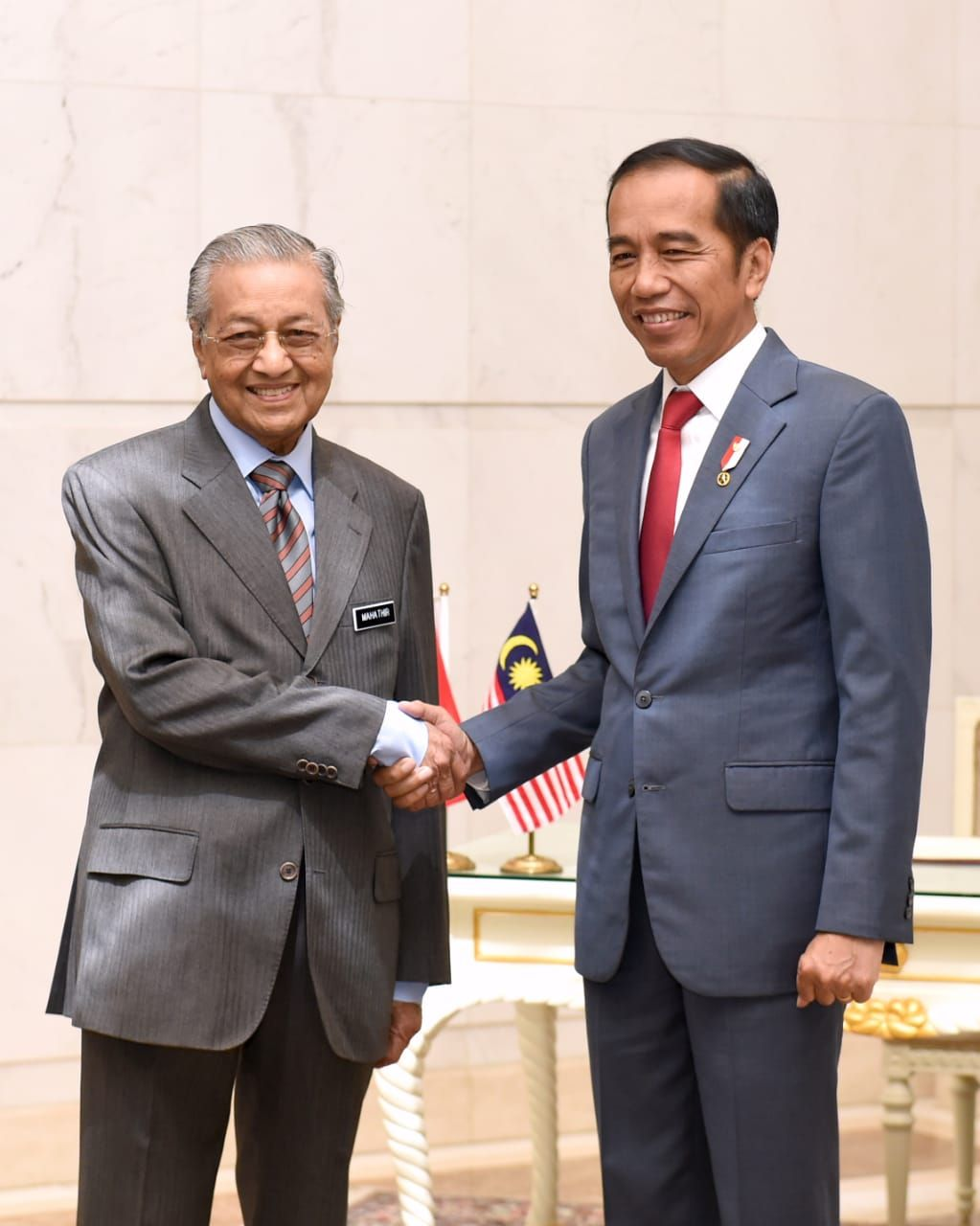
Joko Widodo en de Maleisische premier Mahathir Mohammed (9 augustus 2019)

Jokowi groeide op op Java en studeerde in 1985 af als ingenieur aan de Universitas Gadjah Mada in Jogjakarta. Daarna ging hij aan de slag als zakenman, hij handelde vooral in meubels. In 2005 stelde hij zich kandidaat voor het burgemeesterschap van Surakarta op Midden-Java. Hij werd gekozen en timmerde als burgemeester hard aan de weg. Jokowi ruimde de stad op, fatsoeneerde het busvervoer en kreeg zelfs de hinderlijke radicale moslims van de straat. Jokowi wist de stad te veranderen in een regionaal centrum voor kunst en cultuur, dat veel toeristen trekt. Bij zijn herverkiezing in 2010 kreeg hij meer dan 90 procent van de stemmen.
De burgemeester viel zodanig op dat zijn partij Strijdende Indonesische Democratische Partij (PDI-P) hem in 2012 naar voren schoof als kandidaat voor het gouverneurschap van Jakarta. De nieuwkomer versloeg de zittende gouverneur. Hij ging snel aan de slag en verhoogde het minimumloon met veertig procent, rolde een nieuw zorgstelsel uit, maakte onderwijs gratis voor de armen en gaf eindelijk het startschot voor de langverwachte metrolijn in de stad.
In tegenstelling tot veel andere Indonesische politici heeft Jokowi een 'schoon' imago. Ook staat hij erom bekend dat hij bij de 'gewone' mensen komt kijken en een praatje met ze maakt, wat veel Indonesiërs erg waarderen. Zijn partij schoof hem daarom naar voren als kandidaat bij de presidentsverkiezingen die in juli 2014 werd gehouden. Tijdens de verkiezingscampagne werd Jokowi, zelf gematigd moslim, weggezet als christen van Chinese afkomst: geen aanbeveling in het land met de grootste moslimbevolking ter wereld. Om de schijn weg te nemen ging hij zelfs op bedevaart naar Mekka. Jokowi behaalde 53,15 procent van de stemmen en versloeg daarmee oud-generaal Prabowo Subianto.
Aan het begin van zijn termijn besloot Jokowi weer over te gaan tot de uitvoering van de doodstraf voor veroordeelde drugsdelinquenten. Onder de eerste groep geëxecuteerde personen bevond zich de Nederlander Ang Kiem Soei. Ondanks diplomatieke druk van onder andere Australië, Brazilië, waarvan ook ingezetenen voor het vuurpeloton verschenen, en Nederland, besloot de Indonesische president geen gratie te verlenen.
In augustus 2018 stelde Jokowi zich verkiesbaar voor een tweede termijn, voor de presidentsverkiezingen van 17 april 2019. Zijn running mate was Ma'ruf Amin. Jokowi nam het wederom op tegen Subianto en versloeg hem met 55,5 procent van de stemmen. Op 20 oktober 2019 werd hij beëdigd en is zijn tweede termijn begonnen, en drie dagen later installeerde hij het Kabinet Indonesia Maju. In het jaar van zijn herverkiezing kondigde de president aan dat Jakarta als hoofdstad zou worden ingeruild voor een nieuw te bouwen hoofdstad op Kalimantan (zie Nagara Rimba Nusa).
In oktober 2023 verlaagde het Indonesische Constitutionele Hof de leeftijd waarop iemand zich kon kandideren voor het (vice-)presidentschap van veertig naar vijfendertig jaar, op voorwaarde dat iemand een functie in de regionale politiek had bekleed. Widodo werd bekritiseerd voor dit besluit, omdat zijn zoon Gibran Rakabuming Raka daardoor in aanmerking kwam bij de verkiezingen van februari 2024 zich kandidaat te stellen voor het vicepresidentschap. De jaren daarvoor had Jokowi al meerdere familieleden op belangrijke politiek posities laten benoemen. Een poging om de wet (opnieuw) te veranderen, zodat zijn jongere zoon tot gouverneur kon worden benoemd werd na hevige protesten ingetrokken.
Meer kritiek was er op de Indonesische president door de invoering van wetten waardoor er een verbod kwam op demonstreren zonder toestemming en het beledigen van de president strafbaar werd. Ondanks bovenstaande is Jokowi enorm populair bij de Indonesische bevolking; 75% van de bevolking is tevreden over zijn presidentschap.
Jokowi legde in oktober 2024 zijn presidentschap neer nadat zijn tweede - en maximaal toegestane - termijn er op zat. Zijn voormalige concurrent Prabowo Subianto werd gekozen als zijn opvolger, met Jokowi's zoon Gibran Rakabuming Raka inderdaad als zijn vicepresident.

## Privé

### Heavy metal
Joko Widodo is een groot liefhebber van heavy metal en draagt in zijn vrije tijd met regelmaat T-shirts van onder meer Metallica, Megadeth, Lamb Of God en Napalm Death. Hij is tevens groot fan van Led Zeppelin en Deep Purple. Van Metallicabassist Robert Trujillo ontving hij in mei 2013 een gesigneerde basgitaar, nadat hij er persoonlijk zorg voor had gedragen dat Metallica in Jakarta op zou kunnen treden. Deze heeft hij tijdelijk af moeten staan, omdat onderzocht moest worden of dit als steekpenning gezien kon worden.